# Sekundærrute 150
Sekundærrute 150 går på tværs af Sjælland mellem byerne Køge – Lellinge – Bjæverskov – Slimminge – Ringsted – Fjenneslev – Sorø – Slagelse – Vemmelev og Korsør. Ruten forløber parallelt med en del af Vestmotorvejen, Europavej E20. Før motorvejens færdiggørelse, blev sekunddærrute 150 betegnet rute A1 og indtil 1992 også Europavej E66 på de dele, hvor motorvejen ikke var komplet.
I Køge begynder sekundærrute 150 ved krydset med Vordingborgvej/Københavnsvej på sekundærrute 151. Både i Ringsted og i Slagelse er ruten ført uden om bycentrum ad snørklede ringvejssystemer fyldt med rundkørsler og signalregulerede kryds. I Ringsted er det dog muligt at tilbagelægge turen hurtigere direkte gennem centrum, mens centrum af Slagelse er spærret af, hvorfor trafikken i stedet ledes uden om i en parkeringssøge-ring. I Korsør kommer ruten ind sydfra sammen med sekundærrute 265 og ender i rundkørslen på Tårnborgvej og Gammel Banegårdsplads.
Strækningen mellem de to afkørsel 33'er på Sydmotorvejen nær Lellinge hhv. Vestmotorvejen nær Vemmedrup betjener transittrafik mellem Vestsjælland og Sydsjælland, Lolland og Falster, som med fordel (tidsmæssigt) kan anvende denne rute frem for den smalle, langsommere, men også kortere primærrute 22 via Vordingborg, Næstved og Slagelse. Særlig rundt om Næstved er turen kringlet med flere rundkørsler og en oplukkelig bro over kanalen.
Sekundærrute 150 er ca. 76 km lang. Den mest trafikerede strækning er Østre Ringvej i Ringsted med en årsdøgnstrafik pr. ca. 12.900 køretøjer (2009).
Link til kort over sekundærrute 150